# Месдах, Хендрик Виллем
Хендрик Виллем Месдах (нидерл. Hendrik Willem Mesdag, МФА: [ˈɦɛndrɪk ˈʋɪləm ˈmɛzdɑx]; 23 февраля 1831, Гронинген — 10 июля 1915, Гаага) — голландский живописец-маринист, акварелист, офортист и литограф гаагской школы. Его самое известное произведение — «Панорама Месдаха». Он также был коллекционером произведений искусства и имел собственный музей, ныне известный как Коллекция Месдах (De Mesdag Collectie), на улице Лаан ван Меердерворт в Гааге.

## Жизнь и творчество
Хендрик Виллем Месдах родился в Гронингене (на севере Нидерландов) в семье банкира Класа Месдаха и Йоханны Виллемины ван Гиффен. С раннего возраста он проявлял интерес к рисованию и живописи. Известен рисунок «Водопад», который он сделал, когда ему едва исполнилось четырнадцать лет. Однако ему была суждена деловая карьера в семейной компании. 23 апреля 1856 года он женился на Сиентье ван Хаутене. У неё был также художественный талант. Их единственный ребёнок, Клаас, родился семь лет спустя и умер в возрасте восьми лет.
В 1866 году Месдах оставил деловую карьеру и решил стать художником, чему всячески способствовала Сиентье. Лето того же года он провёл в Остербеке, который тогда был известен как «Голландский Барбизон». Там он работал с Йоханнесом Варнардусом Билдерсом. Его троюродный брат, знаменитый живописец Лоуренс Альма-Тадема в Брюсселе познакомил Месдаха с живописцем Виллемом Рулофсом. С 1866 по 1869 год. Рулофс был его учителем.
Летом 1868 года Месдах с женой и ребёнком отправился на остров Нордернай. Там он открыл для себя море, небо и атмосферу, которая стала основой его художественных произведений. В 1869 году он переехал в Гаагу и поселился в доме на улице Анны Паулунастраат. Чуть позже вместе со своим зятем Самюэлем ван Хаутеном он построил дом на Лаан ван Меердерворт, который ныне является частью «Коллекции Месдах».
В 1870 году Месдах получил золотую медаль Парижского салона за картину под названием «Волны Северного моря». Картину приобрёл член жюри Чарльз Чаплин. В период с 1873 по 1896 год произведения художника были награждены несколькими медалями на международных выставках в Лондоне (1873), Лионе (1876), Филадельфии (1876), Амстердаме (1880), Берлине (1886) и Флоренции (1896).
Месдах сыграл важную роль в художественной жизни Гааги. 31 января 1876 года в Гааге была основана «Голландская художественная компания». Месдах был включен в совет директоров. Ежегодно в августе общество организовывало выставку акварелей. В 1889 году Месдах стал членом Голландского клуба офортистов, хотя им было сделано всего две гравюры. Другие художники, такие как Филип Зилкен, создали несколько офортов по рисункам Месдаха.
Месдах был членом художественного общества «Пульхри студио» (Pulchri Studio), в 1889 году избран его председателем, а затем был почётным председателем до своей смерти в 1915 году. Он и его брат Тако в 1896 году приобрели дом на Ланге Вурхаут для размещения выставок Пульхри. Первая выставка участников открылась 13 июля 1901 года. Студия находится там до настоящего времени.
Художник писал преимущественно морские виды, характерные для живописцев гаагской школы. Его «Панорама Схевенингена», в создании которой приняли участие также и члены семьи Месдаха — брат, жена Сиентье, невестка и коллеги-художники Т. де Бок, Г. Х. Брейтнер и Б. Дж. Бломмерс — картина высотой 14 м и длиной 120 м изображает рыбацкую деревню Схевенинген конца XIX столетия, на месте которой ныне расположился популярный приморский курорт. В 1975 году картина была реставрирована и сейчас экспонируется в Гааге в специально построенном здании.
Произведения Хендрика Виллема Месдаха имели успех в Париже, в частности в 1899 году на выставке, устроенной Дюран-Рюэлем. В обзоре выставки говорилось: «Уже нет нужды восхвалять голландского мастера, француза по усыновлению, который уже много лет выставляется в наших ежегодных Салонах». Как офицер французского Почётного легиона, в 1902 году он был награждён Почётной медалью Французской Республики.
На вырученные средства Месдах собрал обширную коллекцию картин, в которой преимущество отдано живописцам барбизонской школы. Он собрал более двухсот работ и разместил их в пристройке в саду своего дома на Лаан ван Меердерворт, которая в 1887 году стала Музеем Месдаха. В 1903 году художник передал Нидерландскому государству принадлежавший ему дом в Гааге и хранившуюся там коллекцию живописи. Ныне в этом здании находится музей, носящий название Коллекция Месдаха (нидерл. De Mesdag Collectie).

## Галерея
- Панорама Месдаха. Деталь. 1880-1881. Холст, масло. Музей Панорама Месдаха, Гаага
- Рыбацкие лодки в прибое. Между 1875 и 1885. Холст, масло. Рейксмюсеум, Амстердам
- Возвращение рыбаков. 1875. Холст, масло. Муниципальный музей, Влардинген
- Рыбацкие суда близ берега. Холст, масло. Частное собрание
- Марина. 1890. Холст, масло. Бруклинский музей, Нью-Йорк
- Временное затишье. Холст, масло. Частное собрание
- Вечер на море. 1870. Холст, масло. Музей Тейлора, Харлем
- Закат в Схевенингене, флот рыболовных судов на якоре. 1894. Холст, масло. Национальная галерея искусства, Вашингтон